# Heike Hanada
Heike Hanada (* 1964 in Hoya an der Weser) ist eine deutsche Architektin und freischaffende Künstlerin.

## Leben
Aufgewachsen in Toggenburg und in Oberschwaben studierte Heike Hanada Architektur an der Universität der Künste Berlin. Von 1992 bis 2017 war sie mit dem japanischen Architekten Kazuyuki Hanada verheiratet. Ihre gemeinsamen Kinder sind Lilli Hanada (geb. 1992) und Hein Hanada (geb. 1996). Von 1993 bis 1999 lebte und arbeitete sie in Japan. 1995 erwarb als DAAD-Forschungsstipendiatin an der Universität Tokio ihren Master (Urban Design) bei Hidetoshi Ōhno. Außerdem gründete sie 1997 ihr Atelier Hanada+ in Yanaka, Tokio. Von 1999 bis 2007 war sie wissenschaftliche Mitarbeiterin bei Karl-Heinz Schmitz, Entwurf und Theorie der Gebäudelehre, am Fachbereich Architektur der Bauhaus-Universität Weimar. 2002 bis 2004 konzipierte sie gemeinsam mit Professor Barbara Nemitz (Bauhaus-Universität Weimar) und Professor Yoshiaki Watanabe (Geidai Tokyo) das interdisziplinäre Kunstprojekt "Green Space".
2007 gründete sie das Architekturbüro „heike hanada_laboratory of art and architecture“ in Weimar. Seit 2009 lebt und arbeitet sie in Berlin. 2010 erfolgte ihre Berufung zur Professorin für das Fach Grundlagen der Gestaltung an die Potsdam School of Architecture der Fachhochschule Potsdam, an der sie bis 2018 lehrte. Seit 2018 ist sie Professorin an der Technischen Universität Dortmund an der Fakultät für Architektur und Bauingenieurwesen und ist dort Inhaberin des Lehrstuhls für Gebäudetypologien in der Nachfolge von Walter A. Noebel und Jürgen Sawade.

## Architektur
Im internationalen Realisierungswettbewerb für die Erweiterung der Stadtbibliothek Stockholm von Gunnar Asplund aus dem Jahr 1928 setzte sich die bis dahin unbekannte Heike Hanada mit ihrem Entwurf „Delphinium“ gegenüber mehr als eintausend internationalen Wettbewerbsbeiträgen durch und gewann 2008 den 1. Preis.
- 2009 gewann sie den internationalen Wettbewerb „The Nine Foot Square Problem“ unter der Jury von Rafael Moneo.
- 2010 erhielt sie für den Entwurf des Järva-Friedhofs (als Pendant zum berühmten Skogskyrkogården von Asplund) in Stockholm eine Honorable Mention (lobende Erwähnung).
- 2011 erlangte sie in Zusammenarbeit mit Benedict Tonon den zweiten Platz für den Wettbewerbsentwurf eines Restaurants im UNESCO-Weltkulturerbe des Parks von Sanssouci in Potsdam.
- 2012 erhielt sie, ebenfalls in Zusammenarbeit mit Benedict Tonon, den ersten Preis im international ausgeschriebenen Architekturwettbewerb für ein neues Bauhaus-Museum in Weimar. Seit 2013 arbeitete sie selbstständig an der Realisierung des neuen Bauhaus-Museums Weimar, dessen Eröffnung am 5. April 2019 stattfand.
- 2013 gewann sie zusammen mit Jan Kleihues den internationalen eingeladenen städtebaulichen Realisierungswettbewerb
- „International Creative Union Center Haining, China“ einen 2. Preis.
- 2019 erhielt sie den Architekturpreis Thüringen – 1. Preis

## Kunst
- 2020 gewann sie in dem offenen, internationalen Kunst/Architekturwettbewerb in Kooperation mit Ayse Erkmen die Transformation des Kunst Museum Winterthur – Reinhart am Stadtgarten mit einem 1. Preis. Die Realisierung erfolgte ab Frühjahr 2023. Die Wiedereröffnung des Museums fand am 28. März 2025 statt.

- 2021/22 erhielt sie mit dem Großen Rompreis der Deutsche Akademie Rom Villa Massimo die bedeutendste Auszeichnung für deutsche und in Deutschland wirkende Künstler der Bundesrepublik Deutschland.[8]
- 2023 wurde Heike Hanada zum Mitglied der Nordrhein-Westfälischen Akademie der Wissenschaften und der Künste gewählt.[9]

## Schriften
- Zur Ästhetik des Verschwindens: Räume für zeitgenössische Kunst. Bauhaus-Universitätsverlag, Hrsg. von Heike Hanada, Weimar 2005, ISBN 3-86068-285-7.
- (gemeinsam mit Katharina Hohmann als Hrsg.): Hotel van de Velde. Ein ortsbezogenes Ausstellungsprojekt im ehemaligen Palais Dürckheim. Stein Verlag, Weimar 2007, ISBN 3-939615-02-1.